# 398 Admete
398 Admete è un asteroide della fascia principale del diametro medio di circa 46,98 km. Scoperto nel 1894, presenta un'orbita caratterizzata da un semiasse maggiore pari a 2,7380789 UA e da un'eccentricità di 0,2239181, inclinata di 9,52355° rispetto all'eclittica.
Il suo nome è dedicato ad Admeta, una figura della mitologia greca, figlia di Euristeo, che ebbe in dono da Eracle la cintura di Ippolita, regina delle Amazzoni, della quale l'eroe si era impossessato dopo la nona delle sue dodici fatiche.